# Trigonostemon longipes
Trigonostemon longipes là một loài thực vật có hoa trong họ Đại kích. Loài này được (Merr.) Merr. miêu tả khoa học đầu tiên năm 1916.